# Миколай про тебе не забуде!
Миколай про тебе не забуде — щорічна благочинна акція, започаткована у Львові в 2001 році молодіжною громадською організацією «Академія Української Молоді» з метою збору подарунків для дітей із багатодітних та малозабезпечених сімей. Проводиться на всій території України напередодні дня святого Миколая.

## Історія
Вперше акція відбулася в 2001 році у місті Львові з ініціативи членів молодіжної громадської організації "Академія Української Молоді" та волонтерів, коли подарунки отримали близько 1000 дітей.  До 2005 року акція розрослася і охопила уже всі райони міста, а кількість дітей, які отримали подарунки сягнула 2000. У 2006 році акція поширилася  на окремі міста та сиротинці Львівської області, а також на інші міста України (Дніпро, Херсон, Дубно, Біла Церква, Тернопіль) та на Тернопільську область. В наступні роки до акції долучилися партнери, волонтери та спонсори в Ужгороді, Луцьку, Луганську, Ізмаїлі, Вараші, Харкові, Івано-Франківську, Миколаєві, Золочеві, Вінниці та Києві.

## Організатори та партнери
Організатором акції є молодіжна громадська організація "Академія Української Молоді". Партнерами акції можуть стати вищі навчальні заклади, школи, громадські організації, соціальні центри.  Від 2001 року до заходу встигли долучитися такі партнерські організації: Соціально-мистецька ініціатива «Сніжність», Львівський Палац Мистецтв, Фундація Духовної Культури Пограниччя, ВОМГО «Центр ефективної комунікації», МГО Молодіжний фонд «Наше майбутнє», Донецька обласна МГО «Поштовх», БФ «Наш дім – Україна», Всеукраїнський волонтерський проект «Твори добро, Україно!», Культурно-мистецька агенція «Арт-ЗАХІД», ВОО «Національний Альянс», Волинська обласна асоціація дітей-інвалідів "Особлива дитина", Волинська обласна громадська організація батьків дітей з синдромом Дауна та іншими порушеннями розвитку, Благодійний фонд «Хэсэд Цдака», ГО “Блок Активної молоді” ВМГО «Фундація регіональних ініціатив», Кіровоградський обласний  центр дитячої та юнацької творчості, БФ «Майбутнє Волині», ГО «Почнемо з малого», Федерація українського рукопашу гопак, ГО «Українська Народна Молодь», МГО «Блудні байкери», Каховське відділення ВБО «Всеукраїнська мережа ЛЖВ», МГО «ДіЛО», МГО «Молодіжна політика», МГО «Каховська відкрита ліга КВН», Житомирській міській дитячій громадській організації „Все робимо самі”, Житомирський міський палац культури, МБФ " Открытое сердце", ЖОГО "Житомирська ініціатива", БФ “Межигірський спас”, Станиця Вишгород Пласт НСОУ, Київська Спілка ініціативної молоді, Молодіжна Студія формування здорового способу життя, Миколаївський обласний благодійний фонд боротьби з туберкульозом «Віта-Лайт», ГО «Панонія», Закарпатська ліга КВН, Туристично-інформаційний центр Закарпаття, Харцизька міська громадська о
організація «Благодійна Батьківщина», Станиця Тернопіль Пласт НСОУ, Комісія у справах молоді Тернопільсько-Зборівської архиєпархії УГКЦ , а також партнер з Польщі Fundacja Kultury Duchowej Pogranicza.

## Учасники
Учасником акції може стати кожен охочий у зручний для себе спосіб:  
волонтери - працюють на Фабриці святого Миколая, розносять подарунки дітям,
спонсори - фірми та підприємства, які надають пожертви,
партнерські організації та спільноти - організовують збір подарунків в навчальних закладах, релігійних громадах та ін.,
перевізники - волонтери та партнерські організації, які можуть надати транспортні послуги для перевезення волонтерів та подарунків,
засоби масової інформації - надають інформаційну підтримку та висвітлюють перебіг різних етапів заходу. З кожним роком зростає кількість міст учасників акції, а з ними росте й кількість залучених до неї людей і організацій, так тільки у Львові у 2010 році подарунки для 3600 дітей розносили 700 волонтерів.